# Kimbra
Kimbra, właśc. Kimbra Lee Johnson (ur. 27 marca 1990 w Hamilton) – nowozelandzka piosenkarka oraz autorka tekstów. Wykonuje soul, jazz oraz muzykę alternatywną.

## Życiorys
Kimbra urodziła się 27 marca 1990 roku w Hamilton w Nowej Zelandii. Uczęszczała do Hillcrest High School. W 2004 roku, gdy miała 14 lat, zajęła drugie miejsce w konkursie Rockquest. Utwory wokalistki pojawiły się m.in. w grze The Sims 3: Zwierzaki na PlayStation. W wieku 10 lat zaczęła pisać pierwsze teksty piosenek, a dwa lata później rodzice kupili jej pierwszą gitarę.
Piosenka „Somebody That I Used to Know”, którą wykonywał Gotye wraz z Kimbrą, zajmowała przez 8 tygodni pierwsze miejsce na Australijskiej Liście Przebojów i przez 18 tygodni na Liście Przebojów Programu 3 Polskiego Radia.

## Dyskografia

### Albumy
| Rok                                                     | Tytuł | Najwyższe pozycje na listach | Najwyższe pozycje na listach | Najwyższe pozycje na listach | Najwyższe pozycje na listach | Najwyższe pozycje na listach | Najwyższe pozycje na listach | Najwyższe pozycje na listach | Najwyższe pozycje na listach | Certyfikat                                   | Sprzedaż                   |
| Rok                                                     | Tytuł | NZ                           | AUS                          | BEL (Fl)                     | BEL (Wa)                     | NLD                          | CAN                          | POL                          | US                           | Certyfikat                                   | Sprzedaż                   |
| ------------------------------------------------------- | --- | ---------------------------- | ---------------------------- | ---------------------------- | ---------------------------- | ---------------------------- | ---------------------------- | ---------------------------- | ---------------------------- | -------------------------------------------- | -------------------------- |
| 2011                                                    | Vows - Data: 29 sierpnia 2011 - Wytwórnia: Warner Bros. - Format: CD · winyl · digital download            | 3                            | 4                            | 135                          | 186                          | 95                           | 24                           | 23                           | 14                           | - NZ: platynowa płyta - AUS: platynowa płyta | - NZ: 15,000 - AUS: 70,000 |
| 2014                                                    | The Golden Echo - Data: 19 sierpnia 2014 - Wytwórnia: Warner Bros. - Format: CD · winyl · digital download | 5                            | 5                            | –                            | –                            | –                            | –                            | –                            | 43                           | brak                                         | brak danych                |
| 2018                                                    | Primal Heart - Data: 20 kwietnia 2018 - Wytwórnia: Warner Bros. - Format: CD · winyl · digital download    | 12                           | 31                           | –                            | –                            | –                            | –                            | –                            | 179                          | brak                                         | brak danych                |
| 2023                                                    | A Reckoning - Data: 27 stycznia 2023 - Wytwórnia: wydane niezależnie - Format: winyl · digital download    | –                            | –                            | –                            | –                            | –                            | –                            | –                            | –                            | brak                                         | brak danych                |
| „–” oznacza, że album nie był notowany na danej liście. | |                              |                              |                              |                              |                              |                              |                              |                              |                                              |                            |

### Albumy remixowe
| Rok  | Tytuł                                                                                         |
| ---- | --------------------------------------------------------------------------------------------- |
| 2012 | Vows Remixes - Data: 2 października 2012 - Wytwórnia: Warner Bros. - Format: digital download |

### EP
| Rok  | Tytuł |
| ---- | --- |
| 2020 | Songs from Primal Heart: Reimagined - Data: 26 października 2018 - Wytwórnia: Warner Bros. - Format: digital download |

### Single

#### Jako główna artystka
| Rok                                                      | Tytuł                                          | Najwyższe pozycje na listach | Najwyższe pozycje na listach | Najwyższe pozycje na listach | Najwyższe pozycje na listach | Album           |
| Rok                                                      | Tytuł                                          | NZ                           | AUS                          | BEL (Fl)                     | JPN                          | Album           |
| -------------------------------------------------------- | ---------------------------------------------- | ---------------------------- | ---------------------------- | ---------------------------- | ---------------------------- | --------------- |
| 2005                                                     | „Deep for You”                                 | –                            | –                            | –                            | –                            | –               |
| 2005                                                     | „Simply on My Lips”                            | –                            | –                            | –                            | –                            | –               |
| 2010                                                     | „Settle Down”                                  | 37                           | –                            | –                            | –                            | Vows            |
| 2011                                                     | „Cameo Lover”                                  | –                            | –                            | –                            | –                            | Vows            |
| 2011                                                     | „Good Intent                                   | –                            | 98                           | –                            | –                            | Vows            |
| 2012                                                     | „Warrior” (gościnnie: Mark Forster i A-Trak)   | 22                           | –                            | –                            | –                            | Vows            |
| 2012                                                     | „Two Way Street”                               | –                            | –                            | –                            | –                            | Vows            |
| 2012                                                     | „Come into My Head”                            | –                            | –                            | –                            | –                            | Vows            |
| 2014                                                     | „90s Music”                                    | –                            | –                            | –                            | –                            | The Golden Echo |
| 2014                                                     | „Miracle”                                      | –                            | –                            | –                            | 37                           | The Golden Echo |
| 2015                                                     | „Goldmine”                                     | –                            | –                            | –                            | –                            | The Golden Echo |
| 2016                                                     | „Sweet Relief”                                 | –                            | –                            | –                            | –                            | –               |
| 2017                                                     | „Everybody Knows”                              | –                            | –                            | –                            | –                            | Primal Heart    |
| 2017                                                     | „Top of the World” (solo lub ze Snoop Doggiem) | –                            | –                            | –                            | –                            | Primal Heart    |
| 2018                                                     | „Human”                                        | –                            | –                            | –                            | –                            | Primal Heart    |
| 2018                                                     | „Version of Me” (solo lub z Dawn Richard)      | –                            | –                            | –                            | –                            | Primal Heart    |
| 2018                                                     | „Like They Do on the TV”                       | –                            | –                            | –                            | –                            | Primal Heart    |
| 2019                                                     | „Lightyears”                                   | –                            | –                            | –                            | –                            | Primal Heart    |
| 2022                                                     | „Save Me”                                      | –                            | –                            | –                            | –                            | A Reckoning     |
| 2022                                                     | „Replay!”                                      | –                            | –                            | –                            | –                            | A Reckoning     |
| 2023                                                     | „Foolish Thinking” (gościnnie: Ryan Lott)      | –                            | –                            | –                            | –                            | A Reckoning     |
| „–” oznacza, że singel nie był notowany na danej liście. |                                                |                              |                              |                              |                              |                 |

#### Jako gościnna artystka
| Rok                                                     | Tytuł                                                                                       | Najwyższe pozycje na listach | Najwyższe pozycje na listach | Najwyższe pozycje na listach | Najwyższe pozycje na listach | Najwyższe pozycje na listach | Najwyższe pozycje na listach | Najwyższe pozycje na listach | Najwyższe pozycje na listach | Najwyższe pozycje na listach | Najwyższe pozycje na listach | Najwyższe pozycje na listach | Najwyższe pozycje na listach | Najwyższe pozycje na listach | Najwyższe pozycje na listach | Certyfikat | Sprzedaż | Album                      |
| Rok                                                     | Tytuł                                                                                       | NZ                           | AUS                          | AUT                          | BEL (Fl)                     | BEL (Wa)                     | FRA                          | NLD                          | IRL                          | CAN                          | GER                          | POL                          | US                           | UK                           | ITA                          | Certyfikat | Sprzedaż | Album                      |
| ------------------------------------------------------- | ------------------------------------------------------------------------------------------- | ---------------------------- | ---------------------------- | ---------------------------- | ---------------------------- | ---------------------------- | ---------------------------- | ---------------------------- | ---------------------------- | ---------------------------- | ---------------------------- | ---------------------------- | ---------------------------- | ---------------------------- | ---------------------------- | --- | --- | -------------------------- |
| 2009                                                    | „Asleep in the Sea” (As Tall as Lions, gościnnie: Kimbra)                                   | –                            | –                            | –                            | –                            | –                            | –                            | –                            | –                            | –                            | –                            | –                            | –                            | –                            | –                            | brak | brak danych | You Can't Take It with You |
| 2010                                                    | „I Look to You” (Miami Horror, gościnnie: Kimbra)                                           | –                            | –                            | –                            | –                            | –                            | –                            | –                            | –                            | –                            | –                            | –                            | –                            | –                            | –                            | brak | brak danych | Illumination               |
| 2011                                                    | „Somebody That I Used to Know” (Gotye, gościnnie: Kimbra)                                   | 1                            | 1                            | 1                            | 1                            | 1                            | 1                            | 1                            | 1                            | 1                            | 1                            | 1                            | 1                            | 1                            | 1                            | - AUS: 17× platynowa płyta - AUT: 2× platynowa płyta - BEL: 4× platynowa płyta - FIN: złota płyta - DEN: 3× platynowa płyta - SPA: platynowa płyta - GER: 5× złota płyta - NZ: 5× platynowa płyta - US: 14× platynowa płyta - SWI: 3× platynowa płyta - SWE: platynowa płyta - UK: 3× platynowa płyta - ITA: 2× platynowa płyta | - AUS: 1,190,000 - AUT: 60,000 - BEL: 120,000 - DEN: 90,000 - FIN: 6,774 - SPA: 40,000 - CAN: 653,000 - GER: 900,000 - NZ: 75,000 - US: 14,000,000 - SWI: 90,000 - SWE: 40,000 - UK: 1,800,000 - ITA: 60,000 | Making Mirrors             |
| 2011                                                    | „Flies” (Of God, gościnnie: Kimbra)                                                         | –                            | –                            | –                            | –                            | –                            | –                            | –                            | –                            | –                            | –                            | –                            | –                            | –                            | –                            | brak | brak danych | Grey March                 |
| 2013                                                    | „Made to Love” (John Legend, gościnnie: Kimbra)                                             | –                            | –                            | –                            | –                            | –                            | –                            | –                            | –                            | –                            | –                            | –                            | –                            | –                            | –                            | brak | brak danych | Love in the Future         |
| 2015                                                    | „Team Ball Player Thing” (#KiwisCureBatten, gościnnie: Kimbra, Lorde, Brooke Fraser i inni) | 2                            | –                            | –                            | –                            | –                            | –                            | –                            | –                            | –                            | –                            | –                            | –                            | –                            | –                            | brak | brak danych | –                          |
| 2015                                                    | „Brother Sun” (Electric Wire Hustle, gościnnie: Kimbra)                                     | –                            | –                            | –                            | –                            | –                            | –                            | –                            | –                            | –                            | –                            | –                            | –                            | –                            | –                            | brak | brak danych | Aeons (EP)                 |
| 2016                                                    | „Where the Down Bit Starts” (Great Danes, gościnnie: Kimbra)                                | –                            | –                            | –                            | –                            | –                            | –                            | –                            | –                            | –                            | –                            | –                            | –                            | –                            | –                            | brak | brak danych | Great Danes (EP)           |
| 2016                                                    | „White Feathers” (Slowolf, gościnnie: Kimbra)                                               | –                            | –                            | –                            | –                            | –                            | –                            | –                            | –                            | –                            | –                            | –                            | –                            | –                            | –                            | brak | brak danych | White Feathers (EP)        |
| 2016                                                    | „Bitten by the Apple” (Big Black Delta, gościnnie: Kimbra)                                  | –                            | –                            | –                            | –                            | –                            | –                            | –                            | –                            | –                            | –                            | –                            | –                            | –                            | –                            | brak | brak danych | Trágame Tierra             |
| 2016                                                    | „Montreal” (What So Not, gościnnie: Kimbra)                                                 | –                            | –                            | –                            | –                            | –                            | –                            | –                            | –                            | –                            | –                            | –                            | –                            | –                            | –                            | brak | brak danych | Divide & Conquer           |
| 2017                                                    | „Belong” (Fyfe, gościnnie: Kimbra)                                                          | –                            | –                            | –                            | –                            | –                            | –                            | –                            | –                            | –                            | –                            | –                            | –                            | –                            | –                            | brak | brak danych | The Space Between          |
| 2019                                                    | „Ice Cold” (Half Alive, gościnnie: Kimbra)                                                  | –                            | –                            | –                            | –                            | –                            | –                            | –                            | –                            | –                            | –                            | –                            | –                            | –                            | –                            | brak | brak danych | Now, Not Yet               |
| 2020                                                    | „In My Bones” (Jacob Collier, gościnnie: Kimbra i Tank and the Bangas)                      | –                            | –                            | –                            | –                            | –                            | –                            | –                            | –                            | –                            | –                            | –                            | –                            | –                            | –                            | brak | brak danych | Djesse Vol. 3              |
| 2020                                                    | „Design” (Cory Wong, gościnnie: Kimbra)                                                     | –                            | –                            | –                            | –                            | –                            | –                            | –                            | –                            | –                            | –                            | –                            | –                            | –                            | –                            | brak | brak danych | The Striped Album          |
| 2021                                                    | „Gone” (Son Lux, gościnnie: Kimbra)                                                         | –                            | –                            | –                            | –                            | –                            | –                            | –                            | –                            | –                            | –                            | –                            | –                            | –                            | –                            | brak | brak danych | –                          |
| 2023                                                    | „Bad Habit” (Scary Pockets, gościnnie: Kimbra)                                              | –                            | –                            | –                            | –                            | –                            | –                            | –                            | –                            | –                            | –                            | –                            | –                            | –                            | –                            | brak | brak danych | –                          |
| 2023                                                    | „Wasting Time” (Llucid, gościnnie: Kimbra)                                                  | –                            | –                            | –                            | –                            | –                            | –                            | –                            | –                            | –                            | –                            | –                            | –                            | –                            | –                            | brak | brak danych | Deep Blue Dreams           |
| „–” oznacza, że utwór nie był notowany na danej liście. |                                                                                             |                              |                              |                              |                              |                              |                              |                              |                              |                              |                              |                              |                              |                              |                              | | |                            |

### Inne notowane utwory
| Rok                                                      | Tytuł                 | Najwyższa pozycja na liście | Album           |
| Rok                                                      | Tytuł                 | NZ                          | Album           |
| -------------------------------------------------------- | --------------------- | --------------------------- | --------------- |
| 2014                                                     | „Nobody but You”      | –                           | The Golden Echo |
| 2014                                                     | „Love in High Places” | –                           | The Golden Echo |
| „–” oznacza, że singel nie był notowany na danej liście. |                       |                             |                 |

## Nagrody i wyróżnienia
| Rok  | Kategoria              | Tytułem                                                 | Nagroda           | Nota      | Źródło  |
| ---- | ---------------------- | ------------------------------------------------------- | ----------------- | --------- | ------- |
| 2011 | Single of the Year     | „Somebody That I Used to Know” – Gotye featuring Kimbra | ARIA Music Awards | Laur      | [ 106 ] |
| 2011 | Highest Selling Single | „Somebody That I Used to Know” – Gotye featuring Kimbra | ARIA Music Awards | Nominacja | [ 107 ] |
| 2011 | Best Pop Release       | „Somebody That I Used to Know” – Gotye featuring Kimbra | ARIA Music Awards | Laur      | [ 107 ] |
| 2011 | Best Female Artist     | „Cameo Lover” – Kimbra                                  | ARIA Music Awards | Laur      | [ 106 ] |
| 2011 | Best Video             | „Cameo Lover” – Kimbra – Guy Franklin                   | ARIA Music Awards | Nominacja | [ 107 ] |
| 2012 | Best Female Artist     | „Vows” – Kimbra                                         | ARIA Music Awards | Laur      | [ 108 ] |